# Diócesis de Kayanga
La diócesis de Kayanga (en latín: Dioecesis Kayangana, en inglés: Roman Catholic Diocese of Kayanga y en suajili: Jimbo Katoliki la Kayanga) es una circunscripción eclesiástica de la Iglesia católica en Tanzania. Se trata de una diócesis latina, sufragánea de la arquidiócesis de Mwanza, que tiene al obispo Almachius Vincent Rweyongeza como su ordinario desde el 14 de agosto de 2008.

## Territorio y organización
La diócesis tiene 7716 km² y extiende su jurisdicción sobre los fieles católicos de rito latino residentes en el distrito de Karagwe en la región de Kagera.
La sede de la diócesis se encuentra en la ciudad de Kayanga, en donde se halla la Catedral de San Jorge. 
En 2019 en la diócesis existían 15 parroquias.

## Historia
La diócesis fue erigida el 14 de agosto de 2008 con la bula Congregatio pro Gentium del papa Benedicto XVI, obteniendo el territorio de la diócesis de Rulenge, que a su vez tomó el nombre de diócesis de Rulenge-Ngara.

## Estadísticas
De acuerdo al Anuario Pontificio 2020 la diócesis tenía a fines de 2019 un total de 375 800 fieles bautizados.
| Año                                                                             | Población            | Población | Población      | Sacerdotes | Sacerdotes    | Sacerdotes    | Bautizados por sacerdote | Diáconos permanentes | Religiosos | Religiosos | Parroquias |
| Año                                                                             | Bautizados católicos | Total     | % de católicos | Total      | Clero secular | Clero regular | Bautizados por sacerdote | Diáconos permanentes | Varones    | Mujeres    | Parroquias |
| ------------------------------------------------------------------------------- | -------------------- | --------- | -------------- | ---------- | ------------- | ------------- | ------------------------ | -------------------- | ---------- | ---------- | ---------- |
| 2008                                                                            | 280 000              | 438 093   | 63.9           | 25         | 25            |               | 11 200                   |                      |            | 45         | 11         |
| 2012                                                                            | 307 000              | 465 000   | 66.0           | 30         | 25            | 5             | 10 233                   |                      | 5          | 64         | 12         |
| 2013                                                                            | 316 000              | 479 000   | 66.0           | 24         | 24            |               | 13 166                   |                      |            | 71         | 12         |
| 2016                                                                            | 343 736              | 521 779   | 65.9           | 28         | 28            |               | 12 276                   |                      |            | 76         | 13         |
| 2019                                                                            | 375 800              | 570 480   | 65.9           | 36         | 36            |               | 10 438                   |                      |            | 85         | 15         |
| Fuente: Catholic-Hierarchy, que a su vez toma los datos del Anuario Pontificio. |                      |           |                |            |               |               |                          |                      |            |            |            |

## Episcopologio
- Almachius Vincent Rweyongeza, desde el 14 de agosto de 2008